# Округ Монтгомери (Њујорк)
Округ Монтгомери (енгл. Montgomery County) је округ у америчкој савезној држави Њујорк. По попису из 2010. године број становника је 50.219.

## Демографија
Према попису становништва из 2010. у округу је живело 50.219 становника, што је 511 (1,0%) становника више него 2000. године.
| Група             | 2000.          | 2010.          |
| Белци             | 45.084 (90,7%) | 42.732 (85,1%) |
| Афроамериканци    | 572 (1,2%)     | 951 (1,9%)     |
| Азијати           | 263 (0,5%)     | 369 (0,7%)     |
| Хиспаноамериканци | 3.433 (6,9%)   | 5.654 (11,3%)  |
| Укупно            | 49.708         | 50.219         |